# Джордж Стрейт
Джордж Харви Стрейт (роден на 18 май 1952 г. в Потийт, САЩ) e американски кънтри изпълнител, актьор и музикален продуцент.
След над 35-годишна активна музикална кариера, Стрейт има продадени над 68,5 млн. броя в САЩ от общо 38 издадени музикални албума – 26 студийни, 2 с изпълнения на живо и 8 компилации.

## Дискография
Студийни албуми
- Strait Country (1981)
- Strait from the Heart (1982)
- Right or Wrong (1983)
- Does Fort Worth Ever Cross Your Mind (1984)
- Something Special (1985)
- #7 (1986)
- Ocean Front Property (1987)
- If You Ain't Lovin' You Ain't Livin' (1988)
- Beyond the Blue Neon (1989)
- Livin' It Up (1990)
- Chill of an Early Fall (1991)
- Holding My Own (1992)
- Easy Come, Easy Go (1993)
- Lead On (1994)
- Blue Clear Sky (1996)
- Carrying Your Love with Me (1997)
- One Step at a Time (1998)
- Always Never the Same (1999)
- George Strait (2000)
- The Road Less Traveled (2001)
- Honkytonkville (2003)
- Somewhere Down in Texas (2005)
- It Just Comes Natural (2006)
- Troubadour (2008)
- Twang (2009)
- Here For A Good Time (2011)